# Scotland District
Scotland District är ett naturområde som på ön Barbados östra sida, ett område som utgör cirka 20 procent öns totala landarea. Området kan liknas vid en halvskål bestående av det sluttande höglandsområdet med en tät och delvis djungellik vegetation, något som är en stark kontrast till resten av ön som till största delen utgörs av ett öppet och platt jordbrukslandskap.
Inom Scotland District ligger Barbados högsta punkt, Mount Hillaby, 340 meter över havet.
Sedan 18 januari 2005 är Scotland District uppsatt på Barbados tentativa världsarvslista.

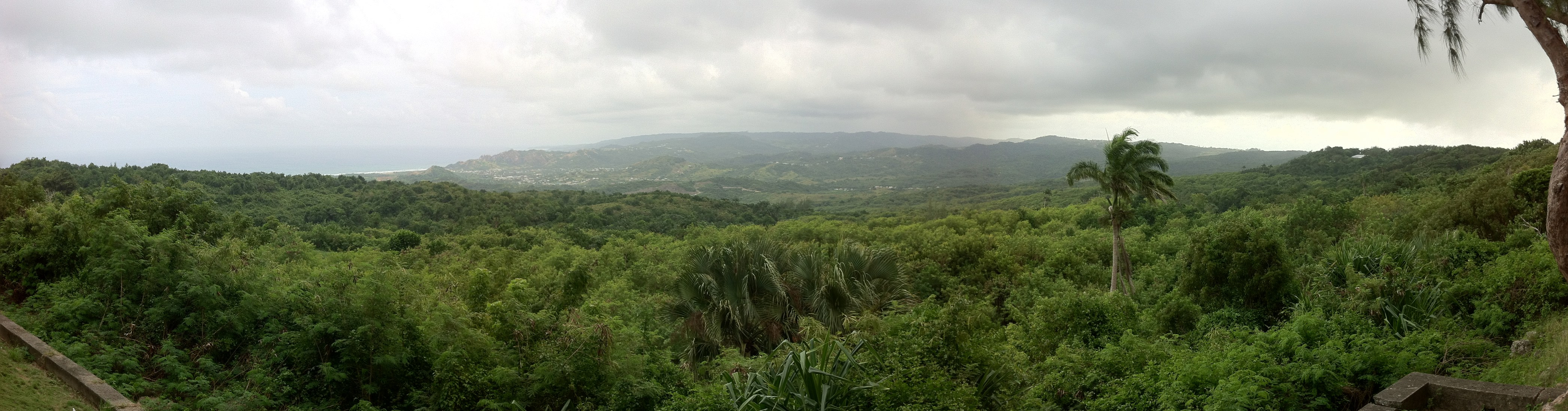
Panoramavy från Farley Hill i Scotland District